# Elmenhorst, Vorpommern
Elmenhorst är en kommun och ort i Landkreis Vorpommern-Rügen i förbundslandet Mecklenburg-Vorpommern i Tyskland.
Kommunen ingår i kommunalförbundet Amt Miltzow tillsammans med kommunerna Sundhagen och Wittenhagen.